# ویام
ویام (انگلیسی: Veeam) شرکت نرم‌افزار آمریکایی است، که در سال ۲۰۰۶ تأسیس شد.